# Провкін Олег Іванович
Олег Іванович Провкін (нар. 14 лютого 1972) — радянський та український футболіст, півзахисник.

## Кар'єра гравця
Вихованець дніпропетровського футболу. Свою кар'єру розпочав у команді «Океан» (Керч). До розпаду союзу грав за коломенську «Оку» і кінешемський «Волжанин». Пізніше перебрався в незалежну Україну, де Провкін декілька років був у складах клубів Першого та Другого дивізіонів: «Океан» (Керч), «Сталь» (Алчевськ), «Металург» (Нікополь), «Шахтар» (Павлоград) та «Металург» (Новомосковськ). Також захищав кольори футзального клубу «Фортуна» (Дніпропетровськ).
У 1996 році виїхав до Росії, де виступав у третьоліговому клубі «Волга» (Ульяновськ), за який провів 14 поєдинків. Того ж року повернувся до України. Виступав за аматорські колективи «Дружба-Елеватор» (Магдалинівка) та «Локомотив» (Дніпропетровськ). У 1997 році повертається на професіональний рівень, підписавши контракт з «Поліграфтехнікою». Дебютував у футболці олександрійського колективу 8 серпня 1997 року в переможному (2:0) домашньому поєдинку 3-о туру Першої ліги проти житомирського «Полісся». Олег вийшов на поле на 85-й хвилині, замінивши Юрія Миколаєнка. У складі «поліграфів» зіграв 16 матчів у Першій лізі (відзначився 1 автоголом) та 1 поєдинок у кубку України.
З 1998 року виступав за кордоном. Спочатку відіграв два сезони в Другій лізі чемпіонату Росії за щолковський «Спартак» (67 матчів, 2 голи). У 2000 році виступав у Першій лізі Казахстану за клуб «Мангистау» (6 матчів) У 2001 році українець провів 23 матчі в Вищої ліги Білорусії за «Ведрич-97». Однак хавбек не зміг допомогти команді зберегти місце в еліті місцевого футболу.
У 2002 році повернувся до України, де підписав контракт із запорізьким «Торпедо», в якому провів один рік. У 2003 році перейшов до дніпродзержинської «Сталі», але за півроку, проведені в команді, зіграв лише 1 поєдинок у Другій лізі. У 2004 році виступав в аматорському клубі ПК «Дніпровський» (Нікополь) з чемпіонату Дніпропетровської області. У 2005 році повернувся до професіональних змагань у складі дмитровського «Уголька». Останнім клубом у кар'єрі гравця Олега Провкіна став аматорський клуб «Енергія/Енергія-Самара» (Дніпропетровськ), кольори якого він захищав з 2007 по 2008 рік.

## Сім'я
Син Олега Провкіна Владислав (нар. 1998) також став футболістом. Після закінчення академії «Дніпра» він грає в колективах Дніпропетровської області.